# Gerhard Glokke
Gerhard Glokke (* 26. November 1884 in Posen; † 5. Juni 1944 in Münster) war ein deutscher General der Infanterie.

## Leben
Glokke trat am 1. März 1903 als Fahnenjunker in das 2. Niederschlesische Infanterie-Regiment Nr. 47 der Preußischen Armee ein. Dort avancierte er am 18. August 1904 mit Patent vom 19. August 1903 zum Leutnant und war von Anfang März 1908 bis Ende Februar 1911 als Adjutant des I. Bataillons tätig. Ab 1. Oktober 1912 absolvierte Glokke als Oberleutnant die Kriegsakademie, die er jedoch durch den Ausbruch des Ersten Weltkriegs vorzeitig verlassen musste.
Mit der Mobilmachung hatte Glokke zunächst eine Verwendung als Regimentsadjutant des Landwehr-Infanterie-Regiments Nr. 46, dass durch sein Stammregiment gebildet wurde. Daran schlossen sich Verwendungen als Adjutant der 17. Ersatz-Infanterie-Brigade und der 22. Landwehr-Infanterie-Brigade an. Nach seiner Beförderung zum Hauptmann am 28. November 1914 war Glokke vom 6. November 1915 bis zum 28. November 1916 zugleich auch als Vertreter des Generalstabsoffiziers der 3. Landwehr-Division eingesetzt. Daneben fungierte er im Februar 1916 auch kurzzeitig als Führer des II. Bataillons im Infanterie-Regiment „Keith“ (1. Oberschlesisches) Nr. 22, bevor er beim Generalstab der Bugarmee eine Verwendung fand. Am 21. Dezember 1916 folgte seine Ernennung zum Ersten Generalstabsoffizier der 107. Infanterie-Division. Nach Kämpfen an der Ostfront wurde seine Division Mitte November 1917 an die Westfront verlegt, wo sie bis Kriegsende im Einsatz war.
Nach dem Waffenstillstand von Compiègne und dem Rückmarsch in die Heimat trat Glokke in das Infanterie-Regiment „König Ludwig III. von Bayern“ (2. Niederschlesisches) Nr. 47 zurück. Nach der Demobilisierung wurde er im Juli 1919 als Kompanieführer in das Reichswehr-Schützen-Regiment 9 der Vorläufigen Reichswehr übernommen. Mit der Bildung der Reichswehr formierte sich daraus zum 1. Januar 1921 das Infanterie-Regiment 8. Glokke war hier zunächst Kompaniechef und war vom 1. November 1922 bis zum 30. April 1923 beim Stab des II. Bataillons in Liegnitz. Anschließend war er beim Stab der Kommandantur Glogau, versah seinen Dienst vom 1. Juni 1923 bis zum 31. Mai 1924 beim 6. (Preußisches) Artillerie-Regiment und dann bis 30. September 1926 bei der Standortkommandantur Wilhelmshaven. Zwischenzeitlich am 1. Mai 1924 mit Rangdienstalter vom 1. Juni 1923 zum Major befördert, war Glokke dann als Lehrer für Taktik und Kriegsgeschichte an der Artillerieschule Jüterbog tätig. Am 1. April 1928 wurde er nach Kassel zum Stab des Gruppenkommandos 2 versetzt und am 1. März 1929 zum Oberstleutnant befördert. Als solcher kommandierte Glokke ab dem 1. Oktober 1929 das II. Bataillon im 18. Infanterie-Regiment in Münster, bis er nach zwei Jahren zum Kommandeur des 16. Infanterie-Regiments in Oldenburg ernannt wurde. In dieser Stellung stieg er am 1. Februar 1932 zum Oberst auf. Daran schloss sich am 1. Oktober 1933 eine Verwendung als Kommandant (Wehrgau-Befehlshaber) von Münster sowie am 1. Oktober 1934 die Beförderung zum Generalmajor an.
Mit dem Übergang von der Reichswehr zur Wehrmacht entfiel zum 15. Oktober 1935 die bisherige Tarnbezeichnung und aus seiner „Dienststellung“ wurde offiziell die 16. Infanterie-Division. Glokke fungierte als erster Kommandeur dieser Division und wurde am 1. Oktober 1936 Generalleutnant. Nachdem er das Kommando am 12. Oktober 1937 an seinen Nachfolger Gotthard Heinrici abgegeben hatte, wurde Glokke General z. b. V. beim VI. Armeekorps.

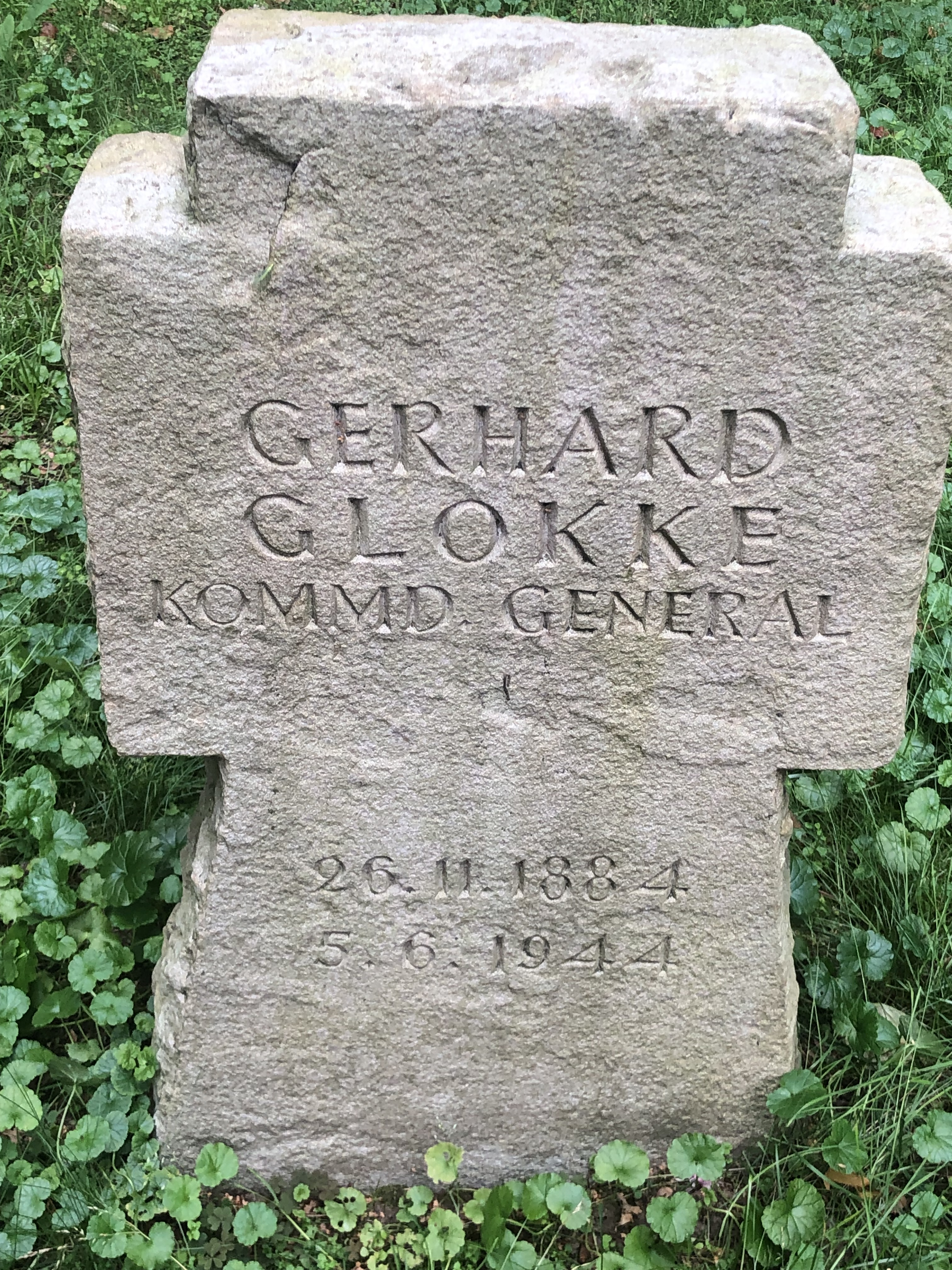
Grab auf dem Waldfriedhof Lauheide

Vor dem Beginn des Zweiten Weltkriegs wurde Glokke am 26. August 1939 zum Kommandierenden General des stellvertretenden VI. Armee-Korps und Befehlshaber im Wehrkreis VI (Münster) ernannt. In dieser Stellung erhielt er am 1. September 1940 den Charakter als General der Infanterie, sowie am 1. Dezember 1940 das Rangdienstalter zu seinem Dienstgrad. Am 1. August 1943 wurde Glokke mit dem Deutschen Kreuz in Silber ausgezeichnet. Er verstarb am 5. Juni 1944 in Ausübung seines Dienstes und wurde auf dem Waldfriedhof in Münster-Lauheide beerdigt.